# Слоас, Джимми Ли
Джимми Слоас (англ. Jimmie Lee Sloas) — американский сессионный музыкант, бас-гитарист и продюсер.

## Биография
Вырос в городах Фэрборн (штат Огайо) и Айсонвилл (штат Кентукки).
Отец Джимми, Дэйв, член группы The Sloas Brothers. Его старший брат Дэвид был соло-гитаристом Тэмми Винет с начала 80-х до её смерти. В настоящее время Дэвид играет на гитаре вместе с кантри-исполнителем Аароном Типпиным.

## Карьера
Бывший участник известной христианской группы The Imperials в 80-х. В 90-е помогал исполнителям кантри и христианской музыки: Гарту Бруксу, Кэрри Андервуд, Кейту Урбану, Лиэнн Раймс, Келли Пиклер, Ребе МакИнтайр и Джессике Симпсон. Записывал бас-партии для альбома The System Has Failed треш-метал-группы Megadeth. Был номинирован на звание «лучшего бас-гитариста года» в 2006, 2008 и 2009 годах Академией музыки кантри.